# Накасонэ, Ясухиро
Ясухиро Накасонэ (яп. 中曽根 康弘 Накасонэ Ясухиро) (27 мая 1918, Такасаки, Япония — 29 ноября 2019, Токио, Япония) — японский политический и государственный деятель. Премьер-министр Японии с 27 ноября 1982 года по 6 ноября 1987 года.

## Биография
Окончив юридический факультет Токийского университета в 1941 г., поступил на службу в Министерство внутренних дел. Во время войны добровольцем пошел во флот, служил на Тайване.
В 1947 г. был впервые избран в парламент от Демократической партии. Уже в те годы отличался националистическими взглядами, в 1951 г. воздержался от голосования за японо-американский договор безопасности, считая, что
он ущемляет суверенитет Японии.

## Политическая карьера
Член Либерально-демократической партии (ЛДП) с момента её создания. В 1959 г. впервые вошел в состав правительства в качестве начальника
научно-технического управления. В дальнейшем занимал в кабинете министров посты начальника Управления национальной обороны, министра
транспорта, начальника административного управления. В ЛДП принадлежал к фракции И. Коно, затем возглавил эту фракцию, став одним из лидеров партии — председателем совета общих вопросов, ген. секретарем.
В 1982—1987 гг. — председатель ЛДП, премьер-министр Японии. Накасонэ — нетрадиционный политик с ярко выраженным личным политическим стилем, выступавший под лозунгом «окончательного подведения итогов послевоенной политики». С его именем связано наступление неоконсервативной волны в Японии, проведение приватизации государственных компаний и административно-финансовой реформы, а также усилия по возрождению японского национализма. Трижды бывал в СССР, встречался с М. Горбачёвым (1985, 1988, 1989).
В 1989 г. в связи с обвинением в причастности к финансовым махинациям компании «Рикруто» официально вышел из ЛДП, но продолжал оказывать влияние на её политику (в апреле 1991 г. восстановил членство в ЛДП). Основал исследовательскую организацию — Институт глобального мира.
Прожил более ста лет и скончался 29 ноября 2019 года.

## Семья
Сын Ясухиро Накасонэ, Хирофуми Накасонэ, занимал должности министра образования в кабинете Кэйдзо Обути и министра иностранных дел в первом правительстве Таро Асо, а также является членом парламента.

## Факты
- Входит в число двадцати ранее действующих руководителей глав государств и правительств мира проживших более ста лет.
- С 17 января 2019 года до самой смерти являлся самым старым из живущих ранее действующих руководителей глав государств и правительств мира.
- Является вторым по продолжительности жизни главой правительства в истории Японии после принца Нарухико.

## Сочинения
- Государственная стратегия Японии в XXI веке / Пер. с яп. — М.: Nota Bene, 2001. — 312 с. ISBN 5-8188-0045-8